# 219
Évszázadok: 2. század – 3. század – 4. század
Évtizedek: 160-as évek – 170-es évek – 180-as évek – 190-es évek – 200-as évek – 210-es évek – 220-as évek – 230-as évek – 240-es évek – 250-es évek – 260-as évek
Évek: 214 – 215 – 216 – 217 –  218 – 219 – 220 – 221 – 222 – 223 – 224

## Események

### Római Birodalom
- Heliogabalus császárt és Quintus Tineius Sacerdost választják consulnak.
- Heliogabalus nagyanyja, Iulia Maesa megszervezi a császár és Iulia Paula házasságát. Az esküvőt Rómában tartják látványos ünnepségek közepette és Iulia Paula megkapja az augusta címet.
- Szíriában fellázad a Legio III Gallica egy Verus nevű szenátor vezetésével, valamint a Gellius Maximus vezette Legio IV Scythica is. Mindketten császárnak kiáltják ki magukat, de a felkeléseket gyorsan leverik.
- Heliogabalus szeptemberben ünnepélyesen bevonul Rómába.

### Kína
- Liu Pej elfoglalja Hancsung tartományt. Követői kérésére, nehogy elmaradjon a Vej királya címet viselő Cao Cao mögött, kikiáltja magát Hancsung királyának.
- Szun Csüan megszállja a Liu Pej által ellenőrzött Csing tartományt. A két hadúr közötti szövetség végleg felbomlik és háború kezdődik közöttük.

## Halálozások
- Gellius Maximus, római politikus
- Verus, római politikus
- Csang Csung-csing, kínai orvos és gyógyszerész
- Hszia-hou Jüan, kínai hadvezér

## Fordítás
- Ez a szócikk részben vagy egészben  a(z)   219 című angol Wikipédia-szócikk ezen változatának fordításán alapul.  Az eredeti cikk szerkesztőit annak laptörténete sorolja fel. Ez a jelzés csupán a megfogalmazás eredetét és a szerzői jogokat jelzi, nem szolgál a cikkben szereplő információk forrásmegjelöléseként.